# 湄公-曼伯拉莫河语言联盟
湄公-曼伯拉莫河语言联盟是一个由David Gil （2015）提出的语言联盟。它将东南亚语言联盟、印度尼西亚群岛和新几内亚西部语言结合起来。语言联盟覆盖中南半岛、马来西亚（包括马来半岛和婆罗洲），以及曼伯拉莫河以东地区除外的所有印度尼西亚语言。

## 特征
Gil （2015:271）列出17个湄公-曼伯拉莫河语言联盟特征。
1. 经历体
2. 重复的齿搭嘴音表达惊愕
3. 带“哪里”的样式化问候
4. 以“目+天” > “太阳”詞彙化
5. d/t 调音部位的不对称
6. 量词
7. 归属动词
8. 基础的主动宾语序
9. 已然完成體（Iamitive Perfect）
10. “给”可做使役
11. 同词根构词的低多样性
12. 不完全的语态
13. 孤立语
14. 词汇较短
15. 虚词密度低
16. 可选的语义角色标记
17. 可选的时体气标记